# Serra do Mel
Serra do Mel är en kommun i Brasilien.   Den ligger i delstaten Rio Grande do Norte, i den östra delen av landet, 1 700 km nordost om huvudstaden Brasília. Antalet invånare är 10 281.
Omgivningarna runt Serra do Mel är huvudsakligen savann. Runt Serra do Mel är det glesbefolkat, med 14 invånare per kvadratkilometer.